# نيلسون كوك
نيلسون كوك (بالإنجليزية: Nelson Cook)‏ هو رسام وفنان أمريكي، ولد في 1808، وتوفي في 1892.